# Stenbrohult
Stenbrohult er et sogn i det sydlige Småland, der bedst er kendt som Carl von Linnés hjemsted. Byen Älmhult har tidligere været en del af Stenbrohult sogn. De vigtigste Linnémindesmærker i Stenbrohult er, ud over naturen omkring søen Möckeln, Råshults tidligere kapellanbolig, hvor Linné blev født, og kirkegården, hvor den nuværende kirke dog er opført efter Linnés tid.
På en del af den nuværende kirkegård lå den gamle præstegård, hvor Linné voksede op. Denne gård blev ødelagt af en ildebrand allerede i det 18. århundrede. På dens sted findes nu en statue af Linné. Op ad den nuværende kirke ses rester af den ældre kirke, hvor Linnés morfar, far og bror var præster.
I Råshult har man gennem nogle årtier dyrket markerne, sådan at de kan bevares og igen få karakter af det gamle dyrkningslandskab i Småland. I de seneste år har man endda udvidet det område, hvor det 18. århundredes dyrkningskarakter skal genskabes.
Der er udgivet en lokal florafortegnelse for Stenbrohult sogn i Svensk Botanisk Tidskrift.
56°37′01″N 14°10′55″Ø / 56.616944°N 14.181944°Ø